# Neoregelia burlemarxii
Neoregelia burlemarxii är en gräsväxtart som beskrevs av Robert William Read. Neoregelia burlemarxii ingår i släktet Neoregelia och familjen Bromeliaceae.

## Underarter
Arten delas in i följande underarter:
- N. b. burlemarxii
- N. b. meeana